# Iareonycha ipepuna
Iareonycha ipepuna là một loài bọ cánh cứng trong họ Cerambycidae.